# Rosetta Stoned
Rosetta Stoned est un morceau du groupe américain de metal progressif Tool sorti le 2 mai 2006. Il s'agit du huitième titre de leur quatrième album studio, 10,000 Days.

## Caractéristiques musicales
En termes de structure, Rosetta Stoned  a un rythme complexe interprété par le batteur Danny Carey. Le morceau alterne des rythmes 4/4, 5/8, 5/4, 11/8, 3/4 et 6/4. Il est également caractérisé par des percussions inhabituelles ainsi que des polyrythmes. Il comporte aussi des riffs assez agressifs.

## Titre et paroles
Le nom de la chanson est une référence à la pierre de Rosette. Côté paroles, la chanson traite de la rencontre d'un homme avec des extraterrestres, de ses réalisations spirituelles et de son état de coma. Le titre précédent de l'album, "Lost Keys (Blame Hofmann)" sert de prologue à Rosetta Stoned. Il décrit une conversation entre un patient (Albert Hofmann), une infirmière et un médecin (R. Gordon Wasson), qui a lieu après l’événement de Rosetta Stoned.

## Accueil critique
Globalement le morceau a été accueilli positivement par la critique. Néanmoins, il a été pointé par certains pour ses paroles (recours abondant aux grossièretés) et pour la prestation vocale expérimentale de Maynard James Keenan. Il a également été loué pour ses arrangements et qualités interprétatives  notamment en raison du travail de Danny Carey en matière de percussions "multi-membres" et de son jeu de batterie créatif,. Les critiques ont également comparé la chanson aux œuvres de The Grateful Dead. Les similitudes entre ce morceau et un autre de Tool, " Third Eye", ont également été notées. Nick Cowen de Drowned in Sound a exprimé un avis positif sur la chanson, appréciant sa narration, l'ambiance assez intense et son emploi de la guitare. Musicalement, le morceau a plusieurs fois été comparé au principe d'une jam.

## Musiciens
- Danny Carey : batterie
- Maynard James Keenan : chant
- Adam Jones : guitare
- Justin Chancellor : basse